# Strumigenys lantaui
Strumigenys lantaui (лат.) — вид мелких муравьёв из трибы Attini (ранее в Dacetini, подсемейство Myrmicinae). Название дано по имени места обнаружения типовой серии на острове Лантау (Lantau).

## Распространение
Китай, Гуандун: Гонконг, остров Лантау.

## Описание
Длина желтовато-коричневого тела около 2 мм. Усики 4-члениковые. Длина головы (HL) от 0.36 до 0.37 мм, ширина головы (HW) от 0.31 до 0.33 мм. От близких видов отличается следующими признаками: крупные задние выступы головы; опушение на голове, мезосоме, петиоле, постпетиоле и ногах состоит из крупных прижатых лопатчатых волосков. Скапус усика дорзо-вентрально сплющенный и широкий. Мандибулы короткие, узкие, без преапикальных зубчиков. Хищный вид, предположительно, как и другие представители рода, охотится на мелкие виды почвенных членистоногих.
Вид был впервые описан в 2019 году по материалам из Китая.
Вид включён в состав комплекса Strumigenys argiola-complex из видовой группы Strumigenys argiola group вместе с европейским Strumigenys argiola и с несколькими восточно-палеарктическими и ориентальными видами (Strumigenys hexamera, Strumigenys hirashimai, Strumigenys sinensis, Strumigenys tisiphone).